# Hans Vögeli
Hans Vögeli (fl. XX secolo) è stato un calciatore svizzero, di ruolo centrocampista.

## Carriera

### Nazionale
Ha collezionato 4 presenze con la propria Nazionale.